# Barøya
Barøya est une île inhabitée de la commune de Ballangen (Narvik), en mer de Norvège dans le comté de Nordland en Norvège.

## Description
L'île de 13 km2 est située dans l'Ofotfjord près de l'entrée de l' Efjorden (en). Le village de Lødingen se trouve à 7 kilomètres au nord de l'île.
Le phare de Barøy est situé dans la partie nord-ouest de l'île. Au sud-ouest de Barøya se trouve l'épave du navire "Evelyn Karin", qui s'est échoué en 1975.

## Galerie

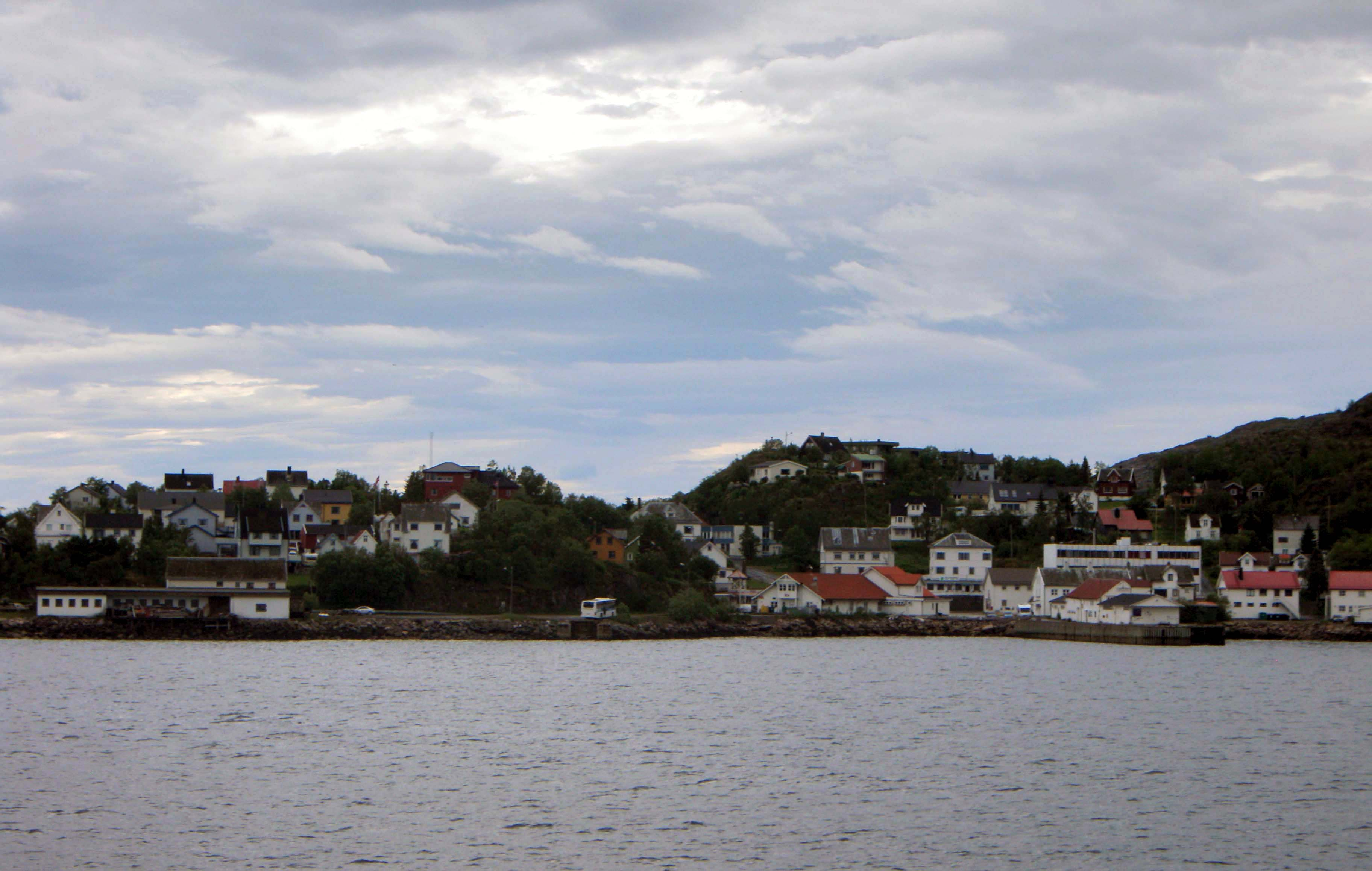
Village de Lodingen.
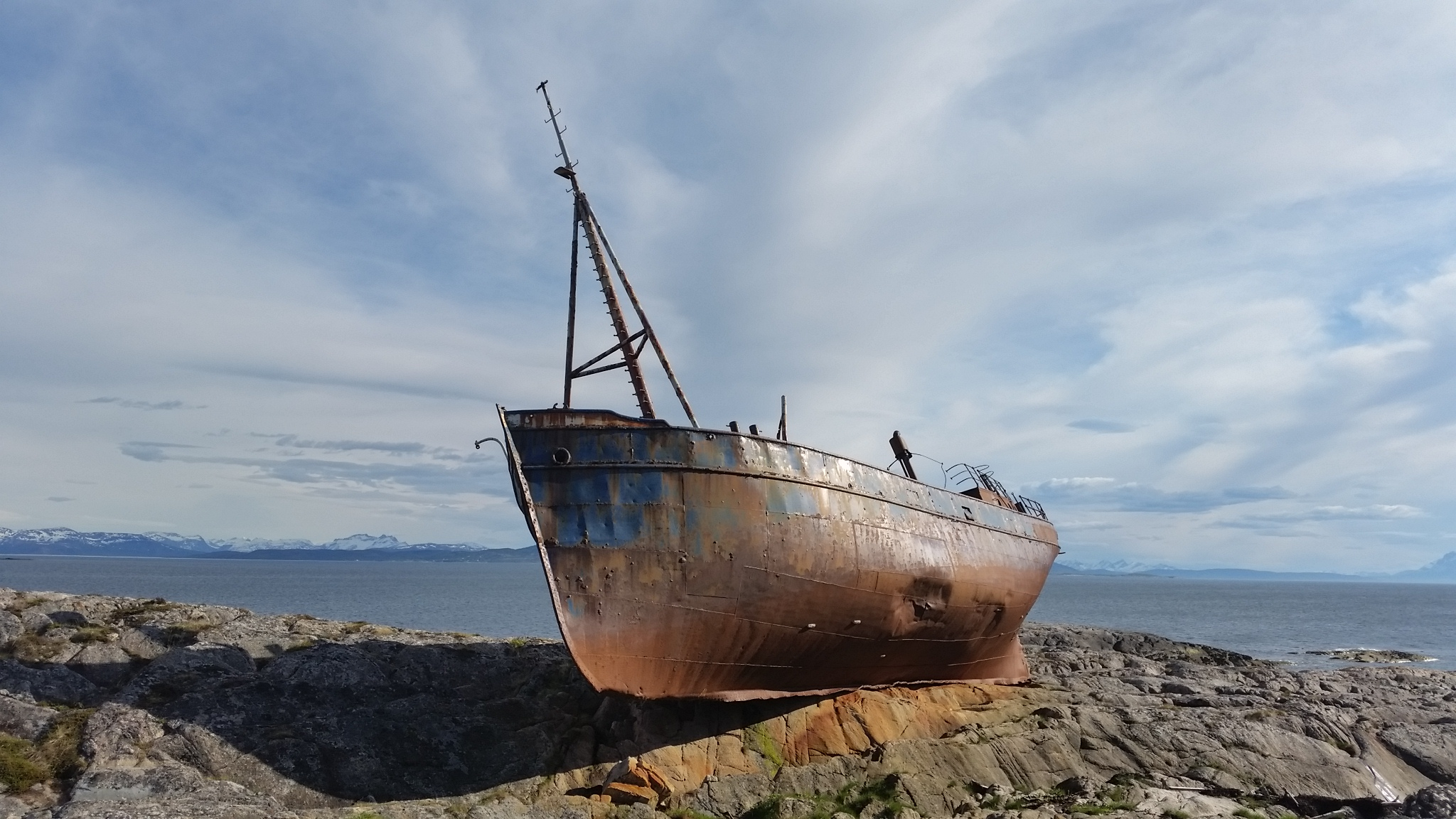
Epave du Evelyn Karin.
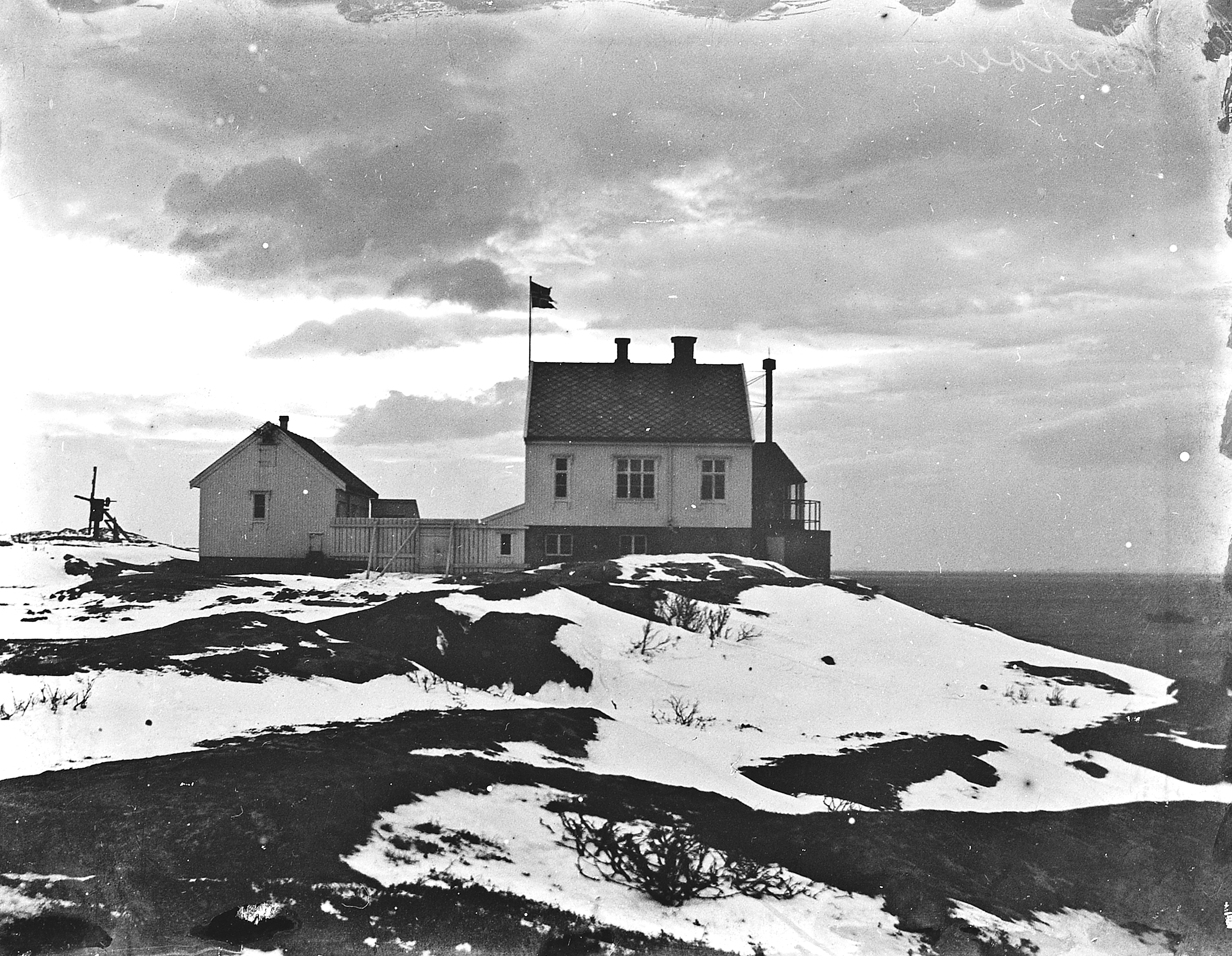
Le phare de Barøy vers 1900.
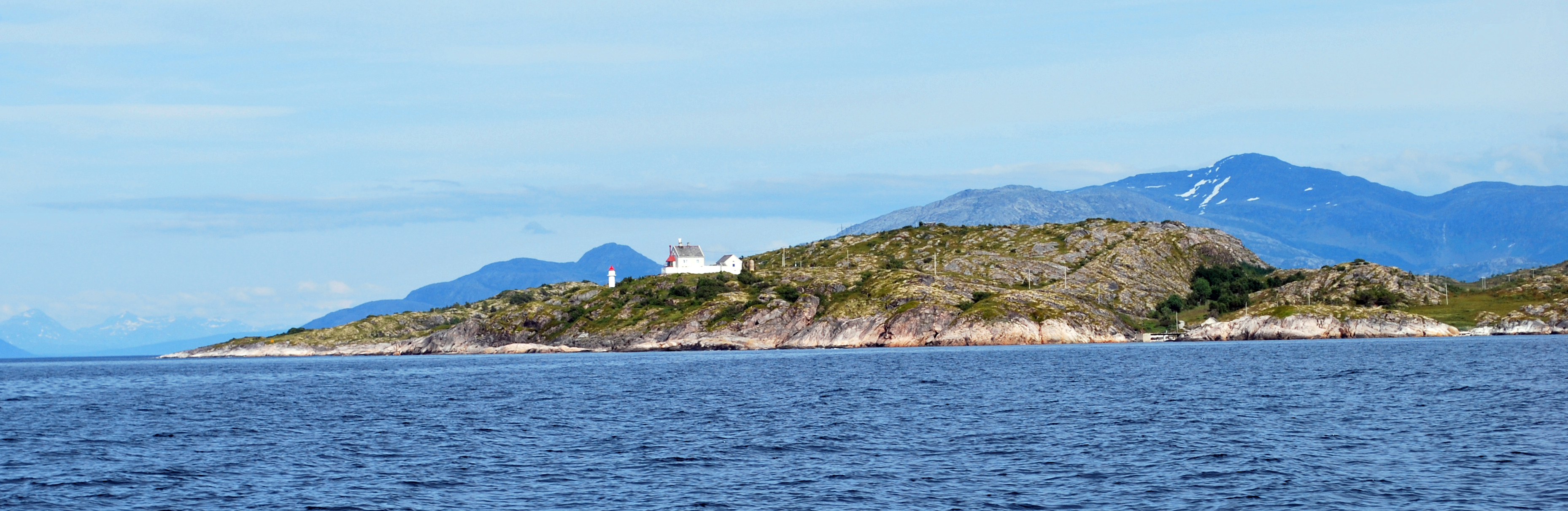
Île de Barøya et son phare.